# Miltochrista lineata
Miltochrista lineata är en fjärilsart som beskrevs av Walker 1855. Miltochrista lineata ingår i släktet Miltochrista och familjen björnspinnare. Inga underarter finns listade i Catalogue of Life.